# Tumiki Fighters
Tumiki Fighters是一个美丽的游戏横向卷轴射击游戏，像拼凑积木一样，所有飞机都是积木组成，飞机被打散就会落下，只要接触即可同化成为自己的部分。
后来改进并推出了Wii版本，名为Blast Works: Build, Trade, Destroy。

## 其他
- ABA Games
- 重要开源游戏列表